# Reshat Arbana
Reshat Arbana (ur. 15 września 1940 w Tiranie) – albański aktor i reżyser.

## Życiorys
Syn Hamita. W 1965 ukończył szkołę aktorską im. Aleksandra Moisiu przy Teatrze Ludowym w Tiranie. W latach 1965–1973 pracował w Radiu Tirana, w którym kierował redakcją programów dla dzieci i młodzieży. W 1977 zadebiutował na scenie Teatru Ludowego. Na dużym ekranie zadebiutował w 1963, rolą Pjetera Mustakuqi w filmie fabularnym Komisari i Dritës. Zanim w 1995 przeszedł na emeryturę zagrał w 35 filmach fabularnych.
W 2004 po dłuższej przerwie powrócił na scenę Teatru Narodowego, gdzie zagrał główną rolę w sztuce Ruzhdi Pullahy Streha e të harruarve (Schronienie dla zapomnianych). Pojawia się także w serialach emitowanych przez telewizję albańską (Ne kerkim te kujt).
Uhonorowany tytułem Artist i Merituar (Zasłużony Artysta), a w październiku 2011 orderem Nderi i Kombit (Honor Narodu).

## Role filmowe
- 1966: Komisari i Drites jako Pjeter Mustakuqi
- 1968: Duel i heshtur jako Islam
- 1969: Plagë të vjetra jako pacjent
- 1972: Kapedani jako młody mieszkaniec wsi
- 1976: Tinguj lufte jako nauczyciel Eqerem
- 1976: Pylli i lirise jako Kovi
- 1976: Fijet, qe priten jako Sami
- 1978: Kur hidheshin themelet jako Beqir aga
- 1978: Gjeneral gramafoni jako prefekt
- 1978: I treti jako Tomorr
- 1978: Nga mesi i erresires jako Ugolini
- 1979: Liri a vdekje jako Bimbashi
- 1980: Intendenti jako przewodniczący Rady
- 1981: Gjurmë në kaltërsi jako komendant Marko
- 1980: Shokët jako Nikolla
- 1982: Nëntori i dytë jako Isa Boletini
- 1983: Dora e ngrohtë jako Ahmet
- 1983: Gracka jako generał amerykański
- 1983: Fundi i një gjakmarrjeje jako Jashar
- 1983: Kohë e largët jako biskup Athanas
- 1983: Një emër midis njerezve jako Esad Pasza Toptani
- 1984: Shirat e vjeshtës jako urzędnik
- 1984: Kush vdes në këmbë jako Dajlan bej
- 1984: Zambakët e Bardhë jako Petrit
- 1985: Te paftuarit jako Mark Ukacjerra
- 1985: Hije që mbeten pas jako Adnan Kodra
- 1986: Kur hapen dyert e jetës jako przewodniczący
- 1987: Binaret jako Ali
- 1988: Rikonstruksioni jako inżynier Emil
- 1988: Flutura ne kabinen time jako Kola
- 1990: Jeta ne duart e tjetrit jako profesor
- 1990: Vetmi jako Andri
- 1990: Balada e Kurbinit jako Kuke Memini
- 1995: Vazhdojme me Bethovenin jako strażnik
- 1997: Vite te rendesishme
- 1998: Kaskadori shqiptar
- 2008: Familja moderne jako Gjergji (serial telewizyjny)
- 2009: Gjallë! jako ojciec chrzestny
- 2012: Në kërkim te kujt jako Asim Qani (serial telewizyjny)
- 2012: Beyond the river
- 2013: Ada jako Nika